# Tom Mason
Thomas Mason, född 29 april 1920, död 1 december 1980, var en amerikansk kiropraktor, som bodde i Los Angeles på 1950-talet. Maken till en av hans patienter, filmregissören Edward D. Wood Jr., letade efter någon som liknade den nyligen avlidne skådespelaren Bela Lugosi, och som skulle kunna medverka i de scener Lugosi inte hade hunnit göra. Lugosi var ganska kort och hade hår, Mason var lång och flintskallig, men Wood ansåg ändå att han var tillräckligt lik för att ta Lugosis plats. För att dölja olikheten, fick Mason hålla en kappa för halva ansiktet i alla sina scener. Filmen, den ökända Plan 9 from Outer Space har senare fått den mindre smickrande utmärkelsen "Världens sämsta film".
Mason skulle komma att hjälpa Wood att producera ytterligare några filmer, och han hade också en roll i Night of the Ghouls och Final Curtain, innan han lade av med filmarbetet.
I filmen Ed Wood porträtterades han av Ned Bellamy.